# Blocco Nazionalista Galiziano
Il Blocco Nazionalista Galiziano (in galiziano Bloque Nacionalista Galego; BNG, pronunciato beˈneˈɣa) è una federazione di partiti politici spagnoli, operativi nella comunità autonoma della Galizia, segnatamente:
- l'Unione del Popolo Galiziano (Unión do Povo Galego, UPG), nazionalisti e comunisti;
- il Movimento Galiziano al Socialismo (Movemento Galego ao Socialismo, MGS), comunisti;
- il Fronte Operaio Galiziano (Fronte Obreira Galega, FOGA), socialisti;
- Alba - Sinistra Democratica Galiziana (Abrente - Esquerda Democrática Galega), socialdemocratici.

Fondato nel 1982, il BNG si caratterizza per posizioni di nazionalismo di sinistra, battendosi per una decisa autonomia della Galizia.
Il 70% dei militanti del BNG non è iscritto ad alcuno dei movimenti politici che lo compongono, bensì direttamente al Blocco.
Nel parlamento della Galizia ha 25 seggi su 75.

## Storia

### Gli inizi
Nel 1975, venne fondata l'Assemblea nazional-popolare galiziana (Asemblea Nacional-Popular Galega), nata dall'incontro tra l'UPG e vari movimenti socialisti e nazionalisti. Del resto già negli anni sessanta l'UPG ed il Partito Socialista Galiziano avevano collaborato per tutelare l'autonomia galiziana. Nelle elezioni democratiche del 1981 il PSG e l'UPG si presentarono uniti ed elessero 3 deputati nel parlamento della Galizia, ma il governo regionale andò ad Alleanza Popolare (Alianza Popular), movimento conservatore formato da ex-franchisti, poi divenuto Partito Popolare. Nel 1982 l'UPG, il PSG e L'Assemblea diedero vita al BNG. Alle elezioni regionali del 1985 il Blocco ottenne solo 1 seggio, il PSG, presentatosi autonomamente ed alleatosi con la Sinistra Galiziana, 3. Undici seggi andarono alla Coalizione Galiziana, un partito nazionalista centrista oggi membro di Terra Galiziana (Terra Galega). Le elezioni furono nuovamente vinte dall'Alleanza Popolare.
Nel 1986 il BNG si impegna per il No al referendum sull'ingresso nella NATO, nel frattempo la componente più a sinistra abbandonò la federazione e diede vita ala Partido Comunista de Liberación Nacional. Il BNG, guidato da Xosé Manuel Beiras Torrado di Sinistra Nazionalista, decide in questi anni di fare propria una politica più moderata.

### La scelta di maggiore moderazione e la crescita
Nelle elezioni del 1989, il nuovo corso politico permise al BNG di ottenere l'8% dei voti e 5 deputati regionali. I comunisti non elessero alcun seggio, mentre il PSG ottenne 2 seggi. L'ingresso in BNG del PNG-PG e di Unità Galiziana (PSG e Sinistra Galiziana), permette al Blocco di conquistare nelle elezioni regionali del 1993 il 18.5% dei voti e 13 deputati. Nelle elezioni nazionali del 1992 il BNG riesce anche ad eleggere 2 deputati. Nel 1997 il BNG diviene la seconda forza politica dopo i socialisti del PSOE, con il 24,8% dei voti e 18 seggi al parlamento regionale. È il periodo di massima floridezza del BNG, tanto che alle elezioni nazionali del 2000 elegge 3 deputati.
Le elezioni regionali del 2001 vedono il BNG calare leggermente i propri consensi, 22,6% dei voti, ma conquistare lo stesso numero di seggi dei socialisti, 17. È anche l'anno del ricambio generazionale con l'elezione quale portavoce di Anxo Manuel Quintana González.

### Le recenti difficoltà
Alle elezioni nazionali del 2004 il BNG elesse 2 deputati, ma nessun senatore. La scelta di presentarsi alle elezioni europee del 2004, con il Partito Nazionalista Basco e la catalana Convergenza e Unione, nella lista GalEusCa, non fu premiata dagli elettori, tanto che il BNG non elesse alcun deputato europeo.
Nelle elezioni regionali del 2005, il BNG ritorna ai livelli del 1993, elegge 13 deputati, 4 in meno delle elezioni precedenti. Ciononostante la sconfitta del Partito Popolare, permette la nascita di un governo a guida socialista in cui il BNG ottiene la vicepresidenza. L'ex ministro franchista Manuel Fraga, storico leader del PP galiziano, viene sconfitto e costretto a lasciare la presidenza dall'alleanza tra socialisti e nazionalisti, in linea con la prospettiva di revisione dello Stato delle Autonomie del governo Zapatero.
Il 16 gennaio 2012, seguito ad un accordo con ERC, Ana Miranda diventa deputata europea, iscritta nel gruppo I Verdi/Alleanza Libera Europea.
A seguito della XIII Assemblea nazionale, il BNG ha subito l'abbandono di alcuni partiti e/o componenti interne:
- Partito Nazionalista Galiziano - Partito Galizianista[3] (Partido Nacionalista Galego-Partido Galeguista, PNG-PG):  partito membro di BNG dal 1991.
- Sinistra Nazionalista[4] (Esquerda Nacionalista, EN): partito membro di BNG dal 1992.
- Spazio Socialista Galiziano[5] (Espazo Socialista Galego, ESN): partito nato da una scissione di EN e poi confluito in Più Galizia.
- Più Galizia[6] (Máis Galiza): corrente interna creata nel 2009.
- Incontro Irmandino[7] (Encontro Irmandiño): corrente interna creata nel 2007.

Questi partiti e componenti hanno preso parte, insieme ad altri movimenti che avevano già lasciato il Blocco anni prima, ad altre formazioni politiche di sinistra nazionalista: Compromesso per la Galizia (Compromiso por Galicia, CxG; socialdemocratici) e Rinnovare - Fratellanza nazionalista (Anova-Irmandade Nacionalista; socialisti).
Alle elezioni regionali galiziane del 2016, il BNG ha ottenuto l'8,33%, perdendo il'1,8% ed 1 seggio, passando da 7 a 6.

### Crescita e ritorno al Congresso dei Deputati
Alle elezioni generali dell'aprile 2019, il BNG ha ottenuto lo 0,36% (+0,17%) su base nazionale e il 5,74% (+2,9%) in Galizia, non ottenendo alcun seggio. Alle europee, svoltesi lo stesso anno, BNG si è presentata in Ahora Repúblicas, lista creata insieme ad altri partiti nazionalisti di sinistra: EH Bildu, Esquerra Republicana, Andecha Astur, Pyalón y Ahora Canarias. AR ha ottenuto il 5,61% a livello nazionale e il 11,84% in Galizia (+4% rispetto al risultato ottenuto da BNG in Galizia alle europee del 2014). La coalizione vince tre seggi, nessuno dei quali per il BNG, che occupava la quarta posizione in lista. Grazie agli accordi elettorali a metà mandato nel 2022 Ana Miranda, del BNG, subentra all'europarlamentare di EH Bildu Pernando Barrena.
Nelle elezioni generali del  2019 il partito ottiene lo 0,50% a livello nazionale (l'8,13% in Galizia) e riesce a eleggere un deputato, Néstor Rego, segretario dell'Union do Povo Galego, principale componente del BNG.
Alle elezioni regionali del 2020, guidato da Ana Ponton, ha ottenuto il 23,80% dei voti e 19 seggi al parlamento della Galizia, diventanto il secondo partito della regione e il primo partito d'opposizione.
Nelle elezioni generali del 2023 aumenta i consensi arrivando a il 9,41% dei voti in Galizia. I risultati sono al di sotto delle aspettative, poiché il partito puntava a ottenere abbastanza deputati per costituire un gruppo parlamentare, è eletto infatti un solo deputato, l'uscente Néstor Rego.
Alle elezioni regionali del 2024 il partito, guidato ancora da Ana Ponton, ottiene il 31,34% dei voti e 25 seggi, confermandosi prima forza d'opposizione davanti al PSOE.
Nelle elezioni europee di giugno 2024 si presenta nella stessa coalizione delle elezioni del 2019, Ahora Repúblicas, ottenendo 1 seggio per Ana Miranda.

## Risultati

### Galizia
| Parlamento della Galizia | Parlamento della Galizia           | Parlamento della Galizia | Parlamento della Galizia | Parlamento della Galizia | Parlamento della Galizia | Parlamento della Galizia                                         | Parlamento della Galizia |
| Elezioni                 | Candidato a presidente della Xunta | Voti (posizione)         | %                        | Seggi                    | +/-                      | Posizione parlamentare                                           |                          |
| ------------------------ | ---------------------------------- | ------------------------ | ------------------------ | ------------------------ | ------------------------ | ---------------------------------------------------------------- | ------------------------ |
| 1981a                    | Bautista Álvarez                   | 61 870 (4°)              | 6,27                     | 3 / 71                   | –                        | Opposizione                                                      |                          |
| 1985                     | Xosé Manuel Beiras                 | 53 972 (5°)              | 4,23                     | 1 / 71                   | 2                        | Opposizione                                                      |                          |
| 1989                     | Xosé Manuel Beiras                 | 105 703 (3°)             | 8,01                     | 5 / 75                   | 4                        | Opposizione                                                      |                          |
| 1993                     | Xosé Manuel Beiras                 | 269 233 (3°)             | 18,55                    | 13 / 75                  | 8                        | Opposizione                                                      |                          |
| 1997                     | Xosé Manuel Beiras                 | 395 435 (2°)             | 25,11                    | 18 / 75                  | 5                        | Opposizione                                                      |                          |
| 2001                     | Xosé Manuel Beiras                 | 346 423 (2°)             | 22,97                    | 17 / 75                  | 1                        | Opposizione                                                      |                          |
| 2005                     | Anxo Quintana                      | 311 954 (3°)             | 18,89                    | 13 / 75                  | 4                        | Governo (in coalizione col Partito dei Socialisti della Galizia) |                          |
| 2009                     | Anxo Quintana                      | 270 712 (3°)             | 16,28                    | 12 / 75                  | 1                        | Opposizione                                                      |                          |
| 2012                     | Francisco Jorquera                 | 146 027 (4°)             | 10,11                    | 7 / 75                   | 5                        | Opposizione                                                      |                          |
| 2016                     | Ana Pontón                         | 119 597 (4°)             | 8,36                     | 6 / 75                   | 1                        | Opposizione                                                      |                          |
| 2020                     | Ana Pontón                         | 310 077 (2°)             | 23,80                    | 19 / 75                  | 13                       | Opposizione                                                      |                          |
| 2024                     | Ana Pontón                         | 467 074 (2°)             | 31,28                    | 25 / 75                  | 6                        | Opposizione                                                      |                          |

a Coalizione del Blocco Nazional-Popolare Galiziano (Bloque Nacional-Popular Galego, BNPG) con il Partito Socialista Galiziano (Partido Socialista Galego, PSG).

### Spagna
| Congresso dei Deputati             | Congresso dei Deputati             | Congresso dei Deputati             | Congresso dei Deputati             | Congresso dei Deputati             |
| Elezione                           | Voti                               | % (Spagna)                         | % (Galizia)                        | Seggi                              |
| Blocco Nazional-Popolare Galiziano | Blocco Nazional-Popolare Galiziano | Blocco Nazional-Popolare Galiziano | Blocco Nazional-Popolare Galiziano | Blocco Nazional-Popolare Galiziano |
| ---------------------------------- | ---------------------------------- | ---------------------------------- | ---------------------------------- | ---------------------------------- |
| Generali 1977                      | 22.771                             | 0,12                               | —                                  | 0 / 350                            |
| Generali 1979                      | 60.889                             | 0,34                               | —                                  | 0 / 350                            |
| Generali 1982                      | 38.437                             | 0,18                               | —                                  | 0 / 350                            |
| Blocco Nazionalista Galiziano      |                                    |                                    |                                    |                                    |
| Generali 1986                      | 27.049                             | 0,13                               | 2,11                               | 0 / 350                            |
| Generali 1989                      | 47.763                             | 0,23                               | 3,59                               | 0 / 350                            |
| Generali 1993                      | 126.965                            | 0,54                               | 8,01                               | 0 / 350                            |
| Generali 1996                      | 220.147                            | 0,88                               | 12,85                              | 2 / 350                            |
| Generali 2000                      | 306.268                            | 1,32                               | 18,62                              | 3 / 350                            |
| Generali 2004                      | 208.688                            | 0,81                               | 11,37                              | 2 / 350                            |
| Generali 2008                      | 212.543                            | 0,83                               | 12,07                              | 2 / 350                            |
| Generali 2011                      | 184.037                            | 0,75                               | 11,25                              | 2 / 350                            |
| Generali 2015                      | 70.863                             | 0,28                               | 4,32                               | 0 / 350                            |
| Generali 2016                      | 45.252                             | 0,19                               | 2,37                               | 0 / 350                            |
| Generali 2019 (Apr.)               | 94.433                             | 0,36                               | 5,74                               | 0 / 350                            |
| Generali 2019 (Nov.)               | 119.597                            | 0,50                               | 8,13                               | 1 / 350                            |
| Generali 2023                      | 152.327                            | 0,62                               | 9,48                               | 1 / 350                            |
| 1.                                 |                                    |                                    |                                    |                                    |

### Europa
| Elezione     | Voti                                   | % (Spagna)                             | % (Galizia) | Seggi  |
| ------------ | -------------------------------------- | -------------------------------------- | ----------- | ------ |
| Europee 1987 | 53.116                                 | 0,28                                   | 3,70        | 0 / 60 |
| Europee 1989 | 46.052                                 | 0,29                                   | 4,17        | 0 / 64 |
| Europee 1994 | 139.221                                | 0,75                                   | 11,40       | 0 / 64 |
| Europee 1999 | 349.079                                | 1,65                                   | 21,98       | 1 / 64 |
| Europee 2004 | Nella lista Galeusca - Popoli d'Europa | Nella lista Galeusca - Popoli d'Europa | 12,32       | 0 / 54 |
| Europee 2009 | Nella lista Europa dei Popoli - Verdi  | Nella lista Europa dei Popoli - Verdi  | 9,18        | 0 / 50 |
| Europee 2014 | Nella lista Los Pueblos Deciden        | Nella lista Los Pueblos Deciden        | 7,88        | 0 / 54 |
| Europee 2019 | Nella lista Ahora Repúblicas           | Nella lista Ahora Repúblicas           | 11,99       | 0 / 54 |
| Europee 2024 | Nella lista Ahora Repúblicas           | Nella lista Ahora Repúblicas           | 16,13       | 1 / 54 |